# Youth Group
Youth Group est un groupe de rock indépendant australien, originaire de Canberra. Le groupe reprend le titre Forever Young d'Alphaville pour la bande originale de la série Newport Beach.

## Biographie
Les membres fondateurs sont Toby Martin à la guitare rythmique et au chant, Danny Lee Allen à la batterie, Andy Cassell à la basse, et Paul Murphy à la guitare. Leur premier se fait en octobre 1997 au Warren View Hotel dans le quartier d'Enmore. À ce stade, Allen joue de la batterie pendant près de deux mois. Le guitariste, Cameron Emerson-Elliott, et le bassiste, Patrick Matthews, se joignent au groupe en 2004. Martin, le compositeur, est petit-fils du poète David Martin. Le bassiste Cassell se retire de la basse en 2003.
En novembre 2014, le groupe annonce un concert au Newtown Social Club de Sydney pendant en janvier 2015. Le groupe revient en 2016, annonçant un nouvel album pour 2017.

## Discographie

### Albums studio
- 2001 : Urban and Eastern
- 2004 : Skeleton Jar
- 2006 : Casino Twilight Dogs
- 2009 : The night is ours

### Singles
- 1998 : Weekender
- 1999 : Interface
- 1999 : We Are Mean
- 1999 : Country Tour
- 1999 : Guilty
- 2000 : Happiness Border
- 2003 : Shadowland
- 2004 : Baby Body
- 2006 : Forever Young
- 2006 : Catching and Killing
- 2006 : Sorry

### Apparitions
- 2005 : Music from the OC: Mix 5 (Bande originale de Newport Beach)